# Margone (Vallelaghi)
Margone è una frazione del comune di Vallelaghi in provincia autonoma di Trento.

## Geografia fisica

### Territorio
Il paese si trova alla quota altimetrica di 947 metri, a circa 18 km della città di Trento, capoluogo della Provincia autonoma di Trento. L'abitato sembra rannicchiato contro i fianchi della montagna, stretto attorno alla piccola chiesa dedicata a Santa Maria Maddalena, circondato da ampi prati interrotti da modeste coltivazioni di patate che terminano sull'orlo della rupe verso la valle, da dove si domina gran parte del Trentino: la Valle dei Laghi coi suoi laghi e castelli, la lucente distesa del Lago di Garda con il massiccio del Baldo, le Dolomiti, la catena del Lagorai e verso sud sino agli Appennini tosco-emiliani. 

### Clima
Il clima alpestre è mitigato dalla vicinanza dei laghi e non è raro incontrare tra querce, pini, larici ed abeti, esemplari di leccio, pianta mediterranea sempreverde che segna il limite settentrionale della sua presenza intorno al lago di Toblino. 

## Storia
La storia di Margone inizia nel 1491, quando il vescovo Udalrico concede in locazione perpetua ad Antonio fu Domenico de Briorana di Molveno, per lui, suo fratello Bernardo e loro eredi, il maso (con una casa in esso edificata) posto sul Monte di Gazza e confinante coi beni degli uomini di  Ranzo e di Piedigaza. Col passare del tempo la popolazione crebbe, il maso si trasformò in paese e divenne Comune autonomo dotandosi di uno statuto il 30 maggio del 1708. Le case rispecchiavano la tradizione giudicariese: erano addossate l'una all'altra, con il tetto di paglia dotate di notevoli sovrastrutture lignee. Verso la mezzanotte del 12 aprile 1887 un furioso incendio avviluppò il paese: 19 case su 21 furono ridotte in cenere. Dieci furono i morti, come rammenta la lapide a "Requiem" murata sulla facciata della loro casa. Grande solidarietà dapprima dai pompieri del vicino paese di Ranzo, che accorsero a spegnere l'incendio, e poi da numerosi trentini che, grazie ad una sottoscrizione promossa da un quotidiano, offrirono denaro, coperte, vestiti, attrezzi. Le autorità di allora proposero di ricostruire il paese nella Valle del Sarca, verso il Ponte del Gobbo, ma la popolazione con referendum si oppose, ricorrendo alla Dieta di Innsbruck. Con sacrificio il paese fu ricostruito al suo posto. 
Margone fu anche un comune italiano autonomo, istituito nel 1920 in seguito all'annessione della Venezia Tridentina al Regno d'Italia. Nel 1928 venne aggregato al comune di Vezzano. Dal 1º gennaio 2016, in seguito della fusione tra i comuni di Vezzano, Terlago e Padergnone, la frazione è nel nuovo comune denominato Vallelaghi.

## Monumenti e luoghi d'interesse
- Chiesa di Santa Maria Maddalena
- Murales opera dell'artista catalano Jordi Galindo
- Cappella dedicata a Sant'Antoni (senza la " o " finale)
- Sentiero con 7 statue lignee raffiguranti personaggi della frazione
- Scultura lignea raffigurante un esemplare di orso, posta all'ingresso della piccola piazza.

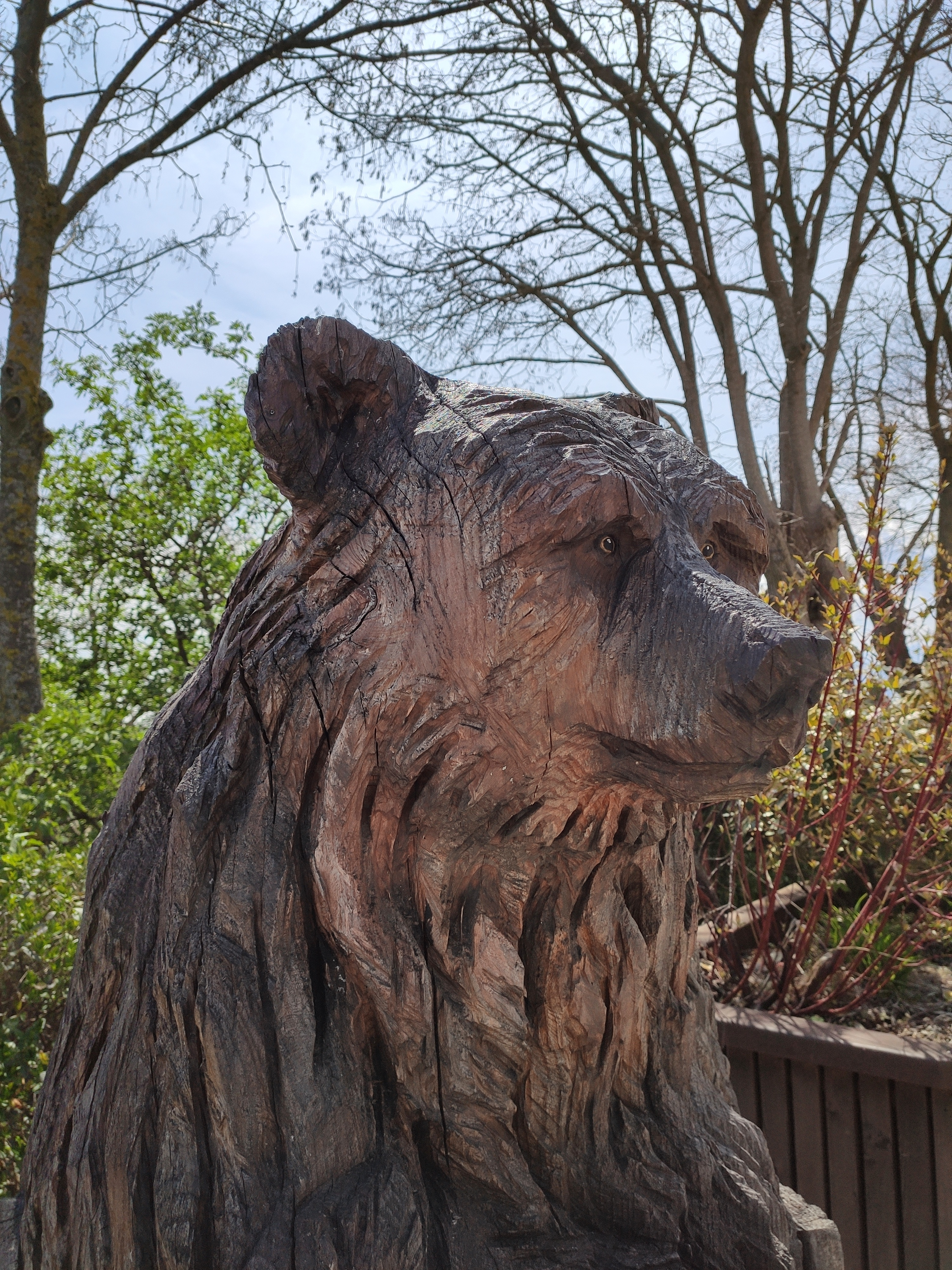
Scultura lignea raffigurante il busto di un orso posta all'ingresso dell'abitato di Margone

## Economia
Tipica di Margone è la coltivazione delle "patate blu" dalla caratteristica colorazione blu-violacea.

## Infrastrutture e trasporti
La strada di accesso, oggi S.P. 18 diramazione Lon-Ranzo, sale ripida tagliando la parete grigia della montagna; da Lon al maso Rualt di Margone l'arteria è stata realizzata nel 1949 dalla SISM durante i lavori di costruzione della centrale idroelettrica di Santa Massenza. Lungo questa strada, in località Cinque Roveri, chiuso da una cancellata, c'è l'imbocco della galleria lunga 500 metri che conduce alla condotta forzata che porta l'acqua del lago di Molveno alla centrale. Fino ad allora Margone era collegato con il fondovalle dall'ardita mulattiera dello Scal e dall'antico sentiero di San Vili, oggi interessanti luoghi per escursioni. Quest'ultimo sentiero, dedicato a san Vigilio, patrono della arcidiocesi tridentina, parte da Trento e dopo 110 km arriva a Madonna di Campiglio.

## Sport
Sono attive una scuola di parapendio e un campo da volo per aeromodelli non a motore gestito dal Gruppo Aeromodellistico Trentino.